# Erwin Madelung

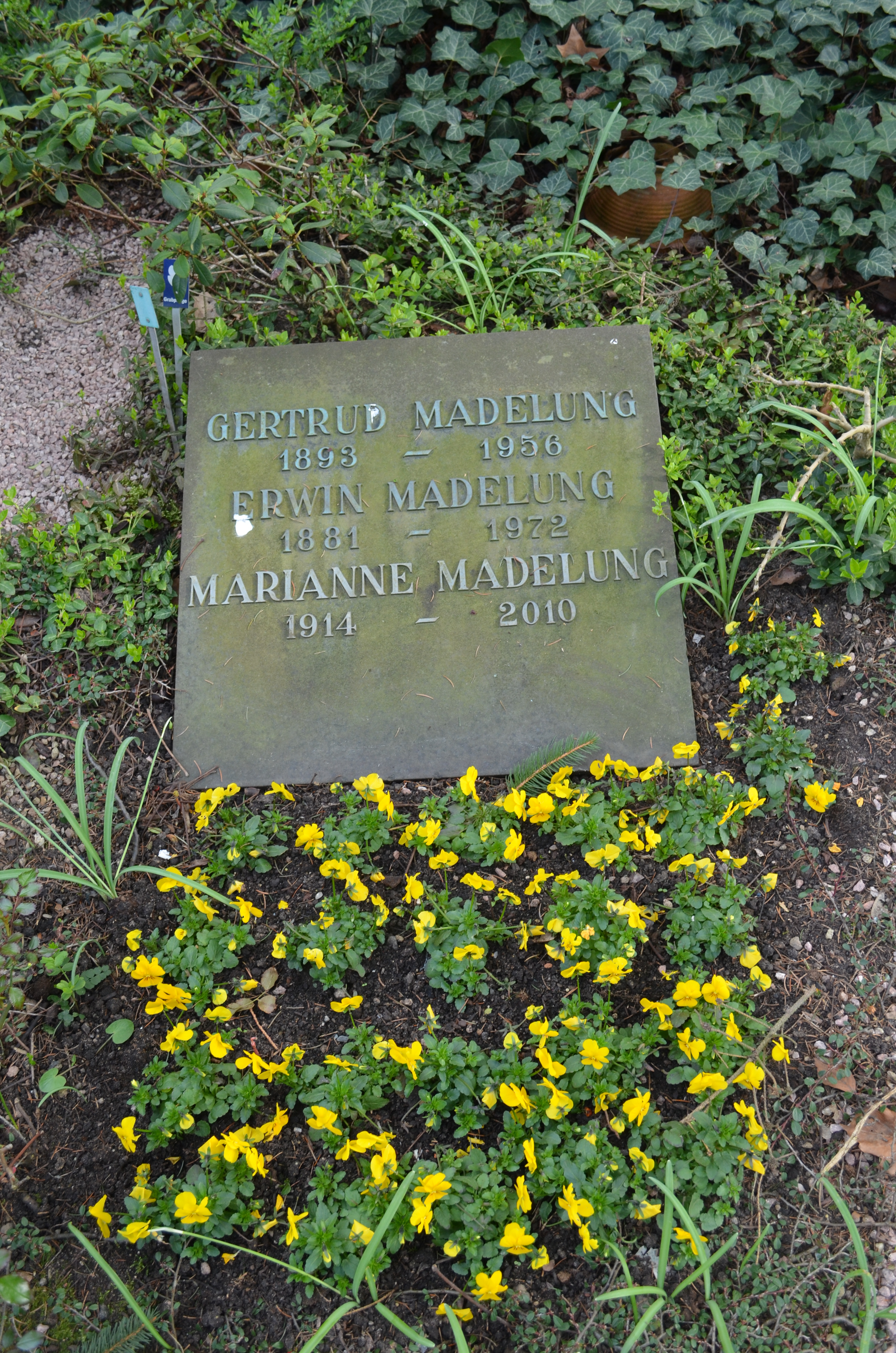

Erwin Madelung (Bonn, 18 maggio 1881 – Francoforte sul Meno, 1º agosto 1972) è stato un fisico e cristallografo tedesco.

## Biografia
Cresciuto a Bonn, a Rostock e a Strasburgo, dove il padre Otto Madelung fu direttore della clinica chirurgica presso l'università prima che l'Alsazia tornasse a essere, nel 1918, un territorio francese. Frequentò il rinomato Liceo protestante di Strasburgo; i suoi fratelli Walter Madelung e Georg Madelung erano rispettivamente un chimico e un ingegnere aeronautico.
Erwin Madelung studiò fisica a Kiel, a Zurigo e a Strasburgo conseguendo il dottorato in fisica nel 1905 presso l'Università di Gottinga, specializzandosi nello studio della struttura cristallina. Dopo aver viaggiato per un anno, tornò all'Università di Gottinga lavorando principalmente sulla struttura dei solidi cristallini. Nel 1912 divenne professore a Gottinga. Durante questo periodo sviluppò la costante di Madelung per caratterizzare l'effetto elettrostatico dovuto all'interazione fra gli ioni presenti in un cristallo e determinare l'energia implicata.
Dopo brevi incarichi di professore a Kiel e a Münster, nel 1921 succedette a Max Born all'Università di Francoforte sul Meno, ricoprendo la cattedra di fisica teorica fino al 1949. Insegnò fino al 1953. Si specializzò in fisica atomica e in meccanica quantistica. Sviluppò inoltre le equazioni di Madelung, una forma alternativa dell'equazione di Schrödinger. È noto anche per aver formulato la regola di Madelung, che afferma che il riempimento degli orbitali, per stabilire la configurazione elettronica, avviene seguendo l'ordine crescente della somma dei numeri quantici n+l.
Suo figlio Otfried Madelung insegnò fisica teorica all'Università di Marburgo.

## Opere
- Magnetisierung durch schnell verlaufende Stromvorgänge mit Rücksicht auf Marconis Wellendetektor. Göttingen, Univ., Phil. Fak., Diss., 1905.
- Die mathematischen Hilfsmittel des Physikers, Springer Verlag, Berlin 1922. Weitere Auflagen: 1925, 1935, 1950, 1953, 1957, 1964.